# Calexico (Californie)
Pour les articles homonymes, voir Calexico.
Calexico est une municipalité du comté d'Imperial, en Californie, aux États-Unis. Sa population était de 38 572 habitants lors du recensement de 2010.

## Géographie
Calexico se situe à l'extrémité sud de la Californie, frontalière du Mexique, en face de la ville de Mexicali, capitale de l'État mexicain de Basse-Californie. Selon le Bureau du recensement des États-Unis, elle a une superficie de 16,1 km2.
La ville est traversée par la New River

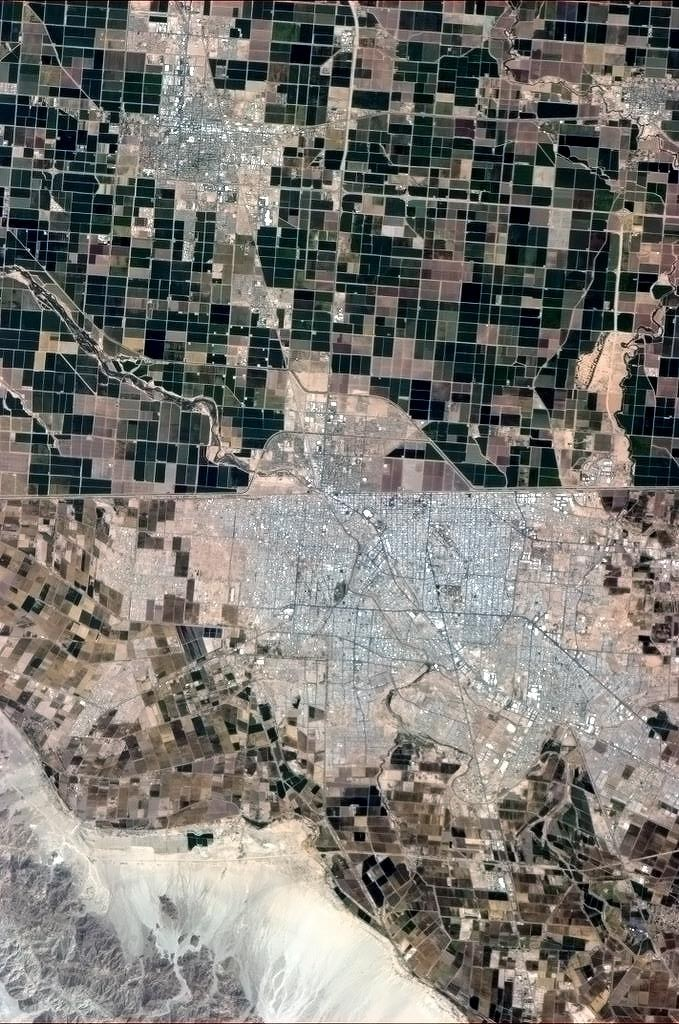
Calexico et Mexicali vus depuis l'ISS en 2013.

## Histoire
À l'origine, un simple campement de tentes est créé par l’Imperial Land Company qui transforme des zones désertiques en terres propres à l'agriculture. Calexico est fondée en 1899 et est incorporée en 1908.

## Politique et administration
L'administration de la ville fonctionne sous le régime du gouvernement à gérance municipale. Le conseil est formé de cinq membres élus pour un mandat de quatre ans. Le maire est choisi parmi eux par rotation tous les ans et son rôle se limite à présider les réunions du conseil. Un greffier et un trésorier sont également élus.

## Démographie
| 1910 | 1920  | 1930  | 1940  | 1950  | 1960  |
| ---- | ----- | ----- | ----- | ----- | ----- |
| 797  | 6 223 | 6 299 | 5 415 | 6 433 | 7 992 |

| 1970   | 1980   | 1990   | 2000   | 2010   | - |
| ------ | ------ | ------ | ------ | ------ | - |
| 10 625 | 14 412 | 18 633 | 27 109 | 38 572 | - |

## Jumelages
- Mexicali,  Mexique

## Infrastructures
Calexico possède un aéroport (Calexico International Airport, code AITA : CXL).